# 橋本市
橋本市（はしもとし）は、和歌山県の北東端に位置する市。和歌山県内で唯一大阪都市圏に含まれる市である。

## 概要
紀伊半島のほぼ中央にあり、和歌山市中心部や大阪市中心部とは直線距離約 40 ㎞の距離にある。一級河川である紀ノ川の本流域とその支流域で形成され、市域の約6割が山林、約1割が農地である。歴史的には高野山へ向かう際の宿場町として栄えた。
交通網では、東西軸の京奈和自動車道・橋本道路及び国道24号と、南北軸の国道371号橋本バイパス（大阪府境以北は地域高規格道路「大阪橋本道路」）が市内中心部で交差し、また鉄道でも、大阪の難波駅と高野山方面とを結ぶ南海高野線と奈良県王寺駅と和歌山駅とを結ぶJR和歌山線が接続するという、この付近における陸上交通の要衝である。
「橋本」という地名は「橋のたもと」の意味で、1587年（天正15年）に応其上人がこの地において紀ノ川に架橋したことから、そのように通称されるようになったとされる。

## 地理

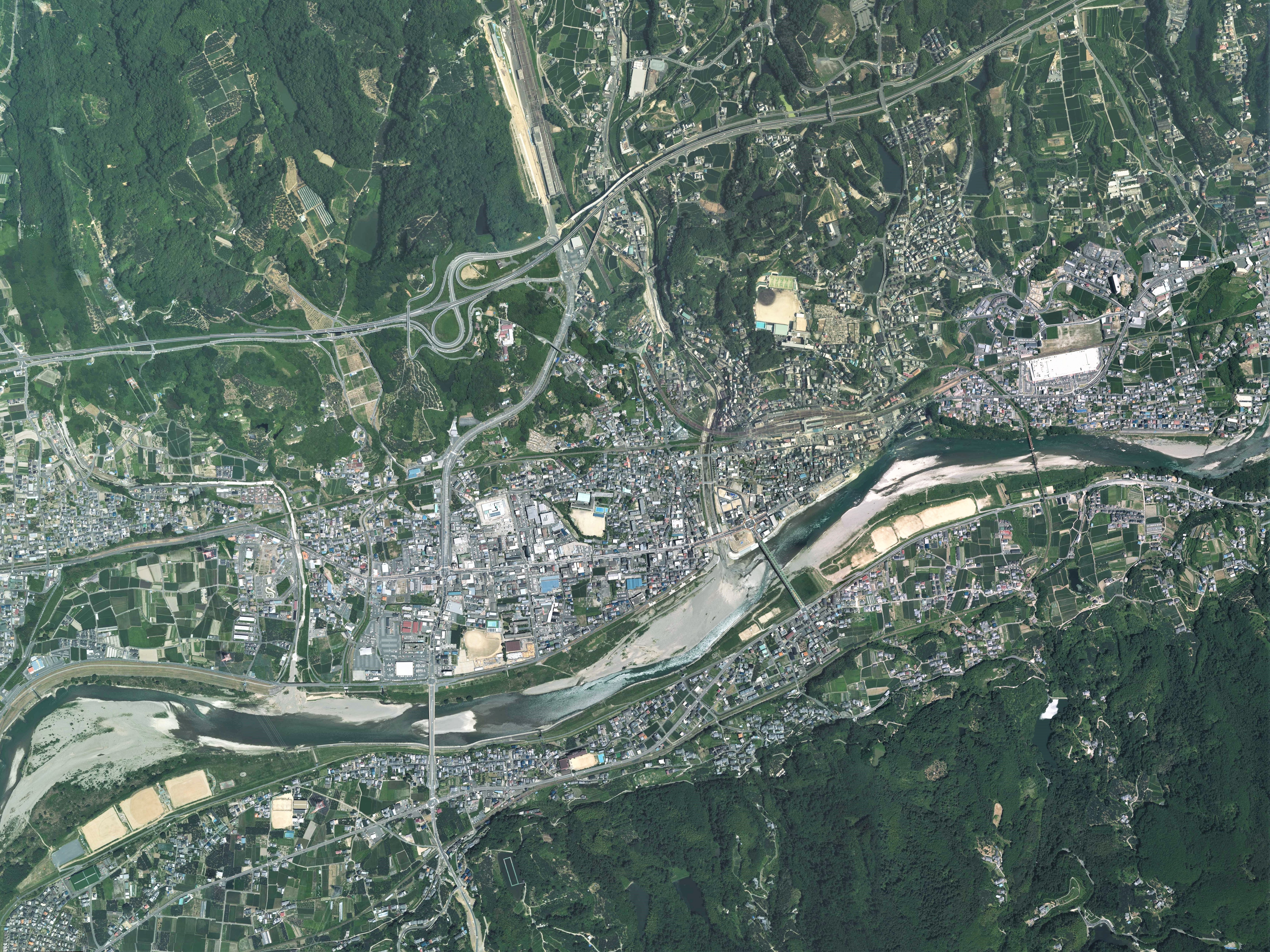
橋本市中心部周辺の空中写真。
2012年7月18日撮影の13枚を合成作成。。

橋本市は北は大阪府河内長野市、東は奈良県五條市、南は九度山町と高野町、西はかつらぎ町と接している。旧高野口町にあった2つの飛地が解消されないまま合併したため、かつらぎ町内と九度山町内に飛地がある。
本州の南岸のプレート境界に近いため、橋本市付近の山々は急峻であり、北に金剛山地・紀泉山地（ダイヤモンドトレール）、南に紀伊山地に挟まれた場所に位置する。ここに東西に細い周囲と比べると平坦な場所が存在し、そこに橋本市の中心市街地が形成された。この東西に長い平地を紀ノ川が、東から西へと流れている。橋本は紀ノ川の中流に当たり、ここでの河況係数は6375と、季節による流量変動が大きい場所である。また、橋本市は西日本を東西に走る大断層である中央構造線の真上に位置する。
なお、橋本市の中心市街地とは別に、北部の山中に大規模なニュータウンの南海橋本林間田園都市が造成されたり、企業誘致用地などで里山や丘陵地が削られてきたように、山間部にも開発の手が及んでいる。

### 人口
2010年に実施された国勢調査の速報値を基に前回調査からの人口増減を見ると、3.16%減の66,362人であり、増減率は和歌山県内30市町村中6位であった。
京阪神圏の拡大に伴い従来は宅地開発が進み人口が増加していたが、近年は反転して急速な人口減少に直面している。2024年6月1日現在推計人口は57,941人となっており、ピーク時の2000年の国勢調査の確定値70,469人から、-17.8％の人口減少率を記録している。人口減少期間の割に人口減少率が大きくなっているのが橋本市の特徴であり問題点である。
| |                                        |  |
| 橋本市と全国の年齢別人口分布（2005年） | 橋本市の年齢・男女別人口分布（2005年） |  |
| ■紫色 ― 橋本市 ■緑色 ― 日本全国 | ■青色 ― 男性 ■赤色 ― 女性              |  |
| 橋本市（に相当する地域）の人口の推移 \| 1970年（昭和45年） \| 49,747人 \| \| \| 1975年（昭和50年） \| 52,168人 \| \| \| 1980年（昭和55年） \| 52,616人 \| \| \| 1985年（昭和60年） \| 56,755人 \| \| \| 1990年（平成2年） \| 62,156人 \| \| \| 1995年（平成7年） \| 69,329人 \| \| \| 2000年（平成12年） \| 70,469人 \| \| \| 2005年（平成17年） \| 68,529人 \| \| \| 2010年（平成22年） \| 66,361人 \| \| \| 2015年（平成27年） \| 63,621人 \| \| \| 2020年（令和2年） \| 60,818人 \| \| |                                        |  |
| 総務省統計局 国勢調査より |                                        |  |
| 1970年（昭和45年） | 49,747人                               |  |
| 1975年（昭和50年） | 52,168人                               |  |
| 1980年（昭和55年） | 52,616人                               |  |
| 1985年（昭和60年） | 56,755人                               |  |
| 1990年（平成2年） | 62,156人                               |  |
| 1995年（平成7年） | 69,329人                               |  |
| 2000年（平成12年） | 70,469人                               |  |
| 2005年（平成17年） | 68,529人                               |  |
| 2010年（平成22年） | 66,361人                               |  |
| 2015年（平成27年） | 63,621人                               |  |
| 2020年（令和2年） | 60,818人                               |  |

## 歴史
丘陵地から出土する遺構や遺物から、縄文時代にはヒトが住んでいたことが確認されている。そのような橋本市は高野街道と伊勢街道（大和街道）とが交差する交通の要衝に位置し、霊峰高野山への参詣口の1つとして機能してきた。
近世では徳川氏の力を得て街が拡張され、地方物産の集散地として商業中心地が形成された。この付近は陸上交通の要衝であっただけでなく、紀の川を利用した水運の陸揚げ場としても利用されたため、地方物産の集散地として機能した。また、従来行われてきた農業の副業として、養蚕や機織り機による織物作りが盛んとなり、後の繊維業の基盤となった。ただし、養蚕は次第に廃れていった。
1894年には町制を施行した。1900年11月に現在の和歌山線が開通し、1915年に現在の南海高野線が橋本駅まで開通するなど鉄道交通網の整備により、和歌山方面・奈良（現在の五條市、大和高田市、王寺町）方面や大阪方面と結ばれた。
1960年代後半の高度経済成長の頃に公共公益施設、道路等が順次整備された。1970年代に入ると大規模住宅開発が本格化し、人口は増加していった。ただし大阪などへの都心回帰の影響を受け、人口は2000年をピークに減少傾向にある。

### 行政の沿革
- 1955年（昭和30年）1月1日 - 橋本町・岸上村・山田村・紀見村・隅田町（昭和２９年に隅田村と恋野村が合併）・学文路村が合併して橋本市が発足。
- 2006年（平成18年）3月1日 - 高野口町と合併し、改めて橋本市が発足。

## 宅地化
南海電鉄、南海不動産による南海橋本林間田園都市の開発が行われた。これは民間企業が開発する物の中では、日本国内で最大規模のニュータウンである。
| - 林間田園都市周辺開発 - 三石台（南海不動産） - 城山台（南海不動産） - 小峰台（南海不動産） - 彩の台（南海不動産） - 紀ノ光台（都市再生機構） | - 御幸辻周辺開発 - 柿の木坂（東急不動産） - さつき台（HESTA大倉） - みゆき台（三和住宅） - 紀見峠周辺開発 - 紀見ヶ丘（太新興産） - 光陽台 |

## 経済
農業においては、和歌山県自体の2014年現在の日本国内におけるカキの収穫量の都道府県順位が1位とカキの栽培が盛んだが、その和歌山県内において、かつらぎ町、紀の川市と並ぶカキの主産地として橋本市が数えられる程である。この他に、和歌山県の2014年現在の日本国内におけるニホンナシの収穫量の都道府県順位は42位と振るわないものの、和歌山県内におけるニホンナシの主産地としては、かつらぎ町と並んで、橋本市が挙げられる。また、橋本市では、養鶏業による鶏卵の生産も盛んに行われるようになり、和歌山県内では鶏卵の出荷量が1位の自治体である事からはしもとオムレツが創出された。
工業においては竹製へら竿とパイル織物の生産などが橋本市で行われてきた。

### 産業・特産物

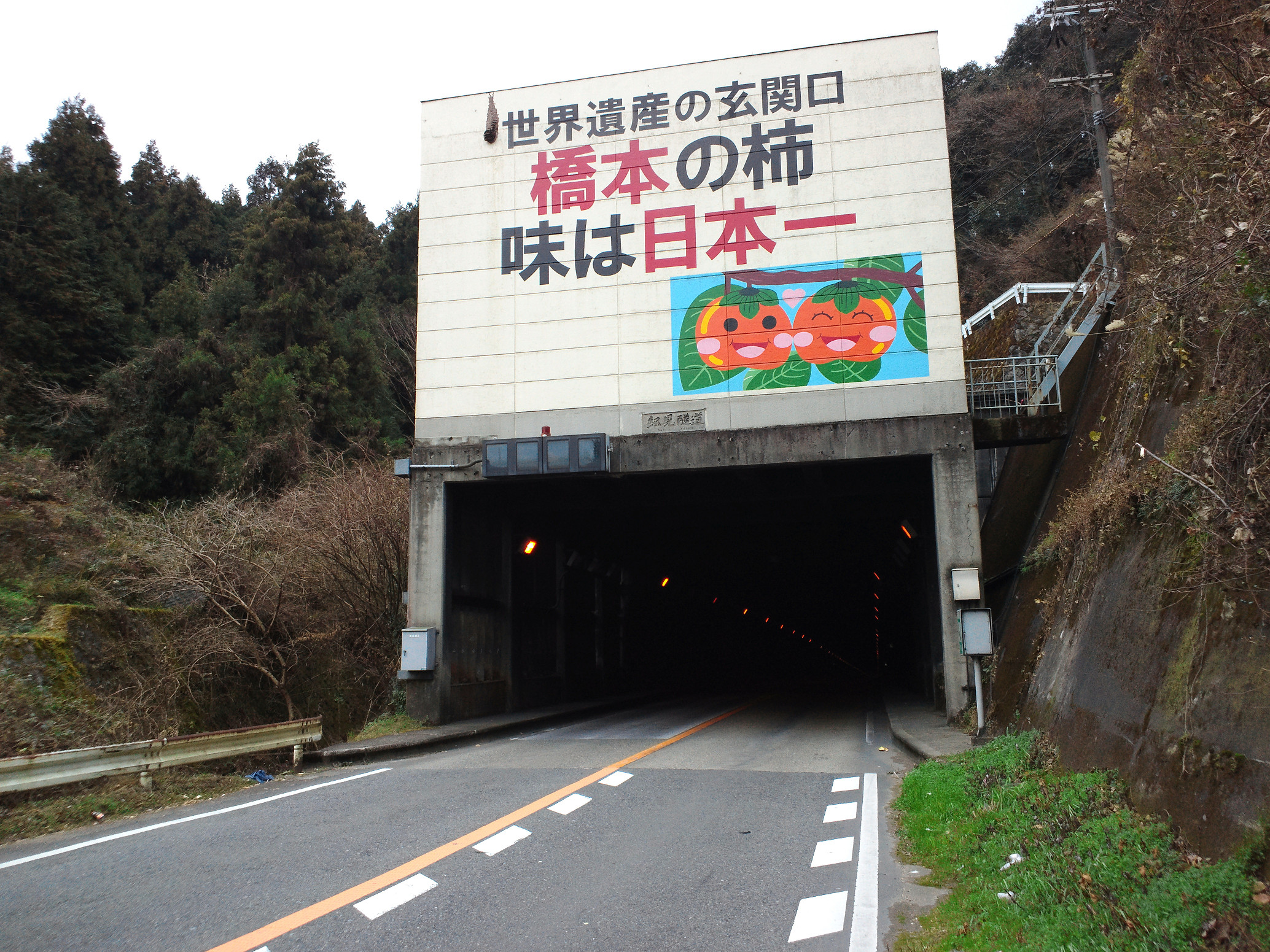
国道371号線の紀見トンネルの大阪府側。橋本市は柿の生産も盛ん。

- 紀州へら竿
旧橋本市の基幹産業。ヘラブナ釣り専用の竿。日本国内シェアの90%を誇り、和歌山県の伝統工芸品第一号にも指定されている。
- パイル織物
旧高野口町の基幹産業。タオルや絨毯の生地として使用される。
- 企業誘致
  - 和歌山県企業誘致
  - 橋本市企業誘致
  - 紀北橋本エコヒルズ

和歌山県と橋本市は雇用の創出と県経済の発展のため、「紀北橋本エコヒルズ」などへ企業誘致を重要施策として掲げている。
- 串柿
- はたごんぼ
- マッシュルーム
- 紀州高野組子細工
- はしもとオムレツ - 橋本市が取り組む「ご当地グルメ」である。当市の鶏卵シェアが、出荷量ベースで和歌山県内ではシェア1位を占めることを端緒とする。

### 金融機関
- 紀陽銀行　橋本支店（橋本）、橋本林間支店（三石台＝みついしだい）、高野口支店（高野口町名倉（なぐら））、橋本彩の台支店（垂井＝たるい））
- 南都銀行　橋本支店（東家＝とうげ）、林間駅前支店（三石台）、高野口支店（高野口町名倉）
- 関西みらい銀行　橋本支店（古佐田＝こさだ）
- 近畿労働金庫　橋本支店（市脇）

### 日本郵政グループ
橋本市内の郵便番号は「648-00xx」（合併以前からの橋本市域）と「649-72xx」（旧高野口町域）がある。民営化以前は「649-72xx」区域の集配業務は高野口郵便局が担当していたものの、いずれも橋本郵便局の管轄に変更された。さらに高野口郵便局は2007年3月5日付で集配業務を橋本郵便局に移管し、以降は窓口業務のみに業務が縮小された。
- 橋本郵便局（集配局）（市脇）
- 橋本古佐田郵便局（橋本）
- 橋本東家郵便局（東家）
- 橋本三石台郵便局（三石台）
- 橋本紀見郵便局（橋谷）
- 橋本城山台郵便局（城山台）
- 隅田（すだ）郵便局（隅田町中島）
- 橋本山田郵便局（神野々＝このの）
- 学文路（かむろ）郵便局（学文路）
- 高野口郵便局（高野口町名倉）
- 高野口伏原（ふしはら）郵便局（高野口町伏原）

※各郵便局にはゆうちょ銀行のATMが設置され、橋本・高野口の各郵便局ではホリデーサービスを実施（2011年6月現在）。

## 行政

### 歴代市長
| 代 | 氏名                         | 就任年月日    | 退任年月日    |
| -- | ---------------------------- | ------------- | ------------- |
| 1  | 吉田六右衛門（同市名誉市民） | 1955年2月16日 | 1959年2月15日 |
| 2  | 小林豊治                     | 1959年2月16日 | 1967年2月15日 |
| 3  | 向井久朋                     | 1967年2月16日 | 1975年2月15日 |
| 4  | 三浦康文                     | 1975年2月16日 | 1983年2月15日 |
| 5  | 塙坂治郎五郎                 | 1983年2月16日 | 1993年4月21日 |
| 6  | 北村翼                       | 1993年6月6日  | 2005年6月5日  |
| 7  | 木下善之                     | 2005年6月6日  | 2014年4月1日  |
| 8  | 平木哲朗                     | 2014年4月2日  | 現職          |

### 市議会
（外部リンク　橋本市議会）
- 議員定数 - 18[10][11]
- 議長 - 土井　裕美子
- 副議長 - 小林　弘

会派構成は2020年11月5日時点では、以下の通り。
| 会派名               | 人数 | 議員名（◎は会派代表者））                     | 女性議員数 | 女性議員の比率(%) |
| -------------------- | ---- | --------------------------------------------- | ---------- | ----------------- |
| 日本共産党           | 2    | ◎阪本 久代、高本 勝次                         | 1          | 50                |
| 刷新クラブ           | 4    | ◎中本 正人、岡 弘悟、樽井 豪男、小林 弘       | 0          | 0                 |
| 公明党               | 2    | ◎森下 伸吾、板橋 真弓                         | 1          | 50                |
| はしもと政策研究所   | 3    | ◎田中 博晃、堀内 和久、小西 政宏              | 0          | 0                 |
| 令和クラブ           | 2    | ◎岡本 安弘、垣内 憲一                         | 0          | 0                 |
| ポーラースター       | 4    | ◎石橋 英和、土井 裕美子、杉本 俊彦、南出 昌彦 | 1          | 25                |
| 会派に所属しない議員 | 1    | 辻本 勉                                       | 0          | 0                 |
| 合計                 | 18   |                                               | 3          | 16.67             |

### 市役所組織
- 市長部局、企画部、総務部、市民生活部、健康福祉部、経済部、建設部、上下水道部、出納
- 教育委員会
- 市民病院
- 消防本部

### 姉妹都市
- ロナートパーク市 -  アメリカ合衆国カリフォルニア州

## 学校

### 高等学校
- 和歌山県立橋本高等学校※中高併設
- 和歌山県立紀北工業高等学校
- 私立初芝橋本高等学校※中高併設
- 和歌山県立伊都中央高等学校

### 中学校
- 橋本市立学文路中学校※統合により閉校
- 橋本市立紀見北中学校
- 橋本市立紀見東中学校
- 橋本市立高野口中学校
- 橋本市立隅田中学校
- 橋本市立西部中学校※統合により閉校
- 橋本市立橋本中央中学校※統合により新設
- 和歌山県立古佐田丘中学校※中高併設
- 私立初芝橋本中学校※中高併設
- きのくに子どもの村中学校※小中併設

### 小学校
- 橋本市立紀見小学校
- 橋本市立柱本小学校
- 橋本市立境原小学校
- 橋本市立橋本小学校
- 橋本市立学文路小学校
- 橋本市立清水小学校
- 橋本市立隅田小学校
- 橋本市立恋野小学校
- 橋本市立西部小学校
- 橋本市立城山小学校
- 橋本市立三石小学校
- 橋本市立高野口小学校
- 橋本市立信太小学校
- 橋本市立応其小学校
- 橋本市立あやの台小学校
- きのくに子どもの村小学校※小中併設

## 交通

### 鉄道
橋本市においては、北から南海高野線が山を越えて通り、紀ノ川を渡って、南の高野山方面に向かっている。一方で、おおむね東西方向にJR和歌山線が紀ノ川の北岸を通っている。この2本の路線が通る橋本駅は、JRと南海電鉄の乗換駅であり、橋本市の中心的な鉄道駅として機能している。ただし、南海電鉄単独の駅としては、より大阪に近い林間田園都市駅の方が、橋本駅よりも停車する列車運行本数が多い。なお、南海電鉄高野線は橋本駅よりも先は単線区間であり、さらに列車運行本数が減る。
- 西日本旅客鉄道（JR西日本）
  - 和歌山線 ： 隅田駅 - 下兵庫駅 - 橋本駅 - 紀伊山田駅 - 高野口駅
- 南海電気鉄道
  - 高野線 ： 紀見峠駅 - 林間田園都市駅 - 御幸辻駅 - 橋本駅 - 紀伊清水駅 - 学文路駅

### 路線バス
- 南海りんかんバス
  - 林間田園都市線 ： 林間田園都市駅前 - 初芝橋本高校前、橋本市民病院前、あやの台
  - 橋本市内線 ： 橋本駅前 - 車庫前
  - 紀見線 ： 林間田園都市駅前 - 紀見ヶ丘、林間田園都市駅前 - 車庫前
  - 紀見橋本病院線 ： 車庫前 - 橋本駅前 - 御幸辻駅筋 - 橋本市民病院前

### コミュニティバス・デマンドタクシー
- 橋本市コミュニティバス
- 橋本市デマンドタクシー
  - 紀見峠線：林間田園都市駅前 - 紀見峠
  - 杉尾線：御幸辻駅前 - 不動山の巨石口
  - あやの台線：橋本市民病院前 - 山内 - 平野 - あやの台オークワ前
  - 山田・出塔線：御幸辻駅筋 - 山田 - 出塔 - 紀伊山田駅前 - やっちょん広場
  - 吉原線：御幸辻駅筋 - 吉原 - 紀伊山田駅前 - やっちょん広場
  - フルーツライン線：橋本市役所前 - 紀伊清水駅前 - 学文路駅前
  - 九重・田原線：九重・田原 - 高野口駅前 - エコパーク紀望の里
  - 竹尾・嵯峨谷線：高野口駅前 - 竹尾
  - 谷奥深線：あやの台オークワ前 - 谷奥深行者集会所前
  - 恋野線：橋本市役所前 - 恋野 - あやの台オークワ前
- 夢たまご・ハイランドタクシー[12]
  - 高野町富貴・筒香ふれあいタクシー　下筒香集会所前（和歌山県高野町） - 芋生 - あやの台南口 - JR隅田駅（橋本市） - 五條病院（奈良県五條市） - 五條イオン前
  - 高野町内を含まない区間の利用はできない。JR隅田駅でJR和歌山線との接続を意識したダイヤになっている。

### 深夜急行バス
- 南海バス
  - 南海深夜急行バス ： 梅田・なんば ⇒ 慶賀野・林間田園都市駅前（橋本市内の停留所のみ記載）
  - 2009年12月1日より運行を開始したことにより、和歌山県内に南海バスの路線が復活した。また、これが同県への深夜急行バスの初めて乗り入れであった。

### 道路
自動車専用道路
- 京奈和自動車道(橋本道路) : 高野口IC - 橋本IC - 橋本東IC

一般国道
- 国道24号 - 紀ノ川の北岸を通っており、おおむねJRの和歌山線に沿う経路である。
- 国道370号 - 橋本市からは南西方向の山へと入り、和歌山県の海南市方面へ向かう。途中まで、おおむね南海高野線に沿う。
- 国道371号 - 大阪方向から南海高野線に沿うように山を越えて橋本市に入り、さらに南へ向かって紀伊半島の山中を抜ける。
- 国道371号（橋本バイパス）

県道
- 和歌山県道4号高野口野上線
- 和歌山県道13号和歌山橋本線 - 国道24号とは逆に、紀の川の南岸を、おおむね東西方向に走る。
- 和歌山県道103号山田岸上線
- 和歌山県道104号山内恋野線
- 和歌山県道105号山田御幸辻停車場線
- 和歌山県道106号紀見峠停車場線
- 和歌山県道107号橋本停車場線
- 和歌山県道108号隅田停車場線
- 和歌山県道112号九重名倉線
- 和歌山県道113号高野口停車場線
- 和歌山県道118号高野橋本線
- 和歌山県道731号二見御幸辻停車場線

## 放送

### 大手放送局
奈良県を放送対象地域とする独立UHF局の奈良テレビのサービスエリアに含まれ、ほとんどの地域で受信可能である。地形の影響でTXN系列のテレビ大阪の受信困難地域であり、テレビ和歌山を含めて2局が、テレビ大阪の代わりとして視聴されている。ちなみに、テレビ和歌山の橋本東中継局は、奈良県下市町に所在する「区域外送信所（域外中継局）」である。

### 地元放送局
2013年4月1日にFMはしもとが開局した。

## 観光・祭事

### 名所・旧跡
- 陵山古墳
- 霜山城跡 – 隅田氏や畠山氏の支城。隅田八幡神社の西側にあった。
- 長藪城跡 – 文明年間に贄川氏（贄川義春）が築城した。後に畠山氏の拠点の1つとして、東西に曲輪を持つ大規模な山城に改良した。
- 銭坂城跡 – 生地氏の居城として旧大和街道にあった要衝で、土塁や空堀が現存し、櫓跡には石碑が建てられている。
- 名倉城跡 – 亀岡氏の居城だった。後に畠山氏の支城となり、高野口駅周辺にあったとされるが現存しない。
- 葛城館 – 明治後期の建造物。現在は営業していないが高野参詣の旅館として栄えた。
- 前田家住宅 – 江戸時代に立てられた高野口を代表する商家の邸宅。
- 旧高野口尋常高等小学校校舎 – 1937年築で日本最大級の現役木造校舎である。現在も学校として使用されているため平常時内部見学はできない。
- 清水の街並み
- 旧橋本本陣池永家住宅
- 黒河道 - 世界文化遺産「紀伊山地の霊場と参詣道」の一部

### 自然景勝地

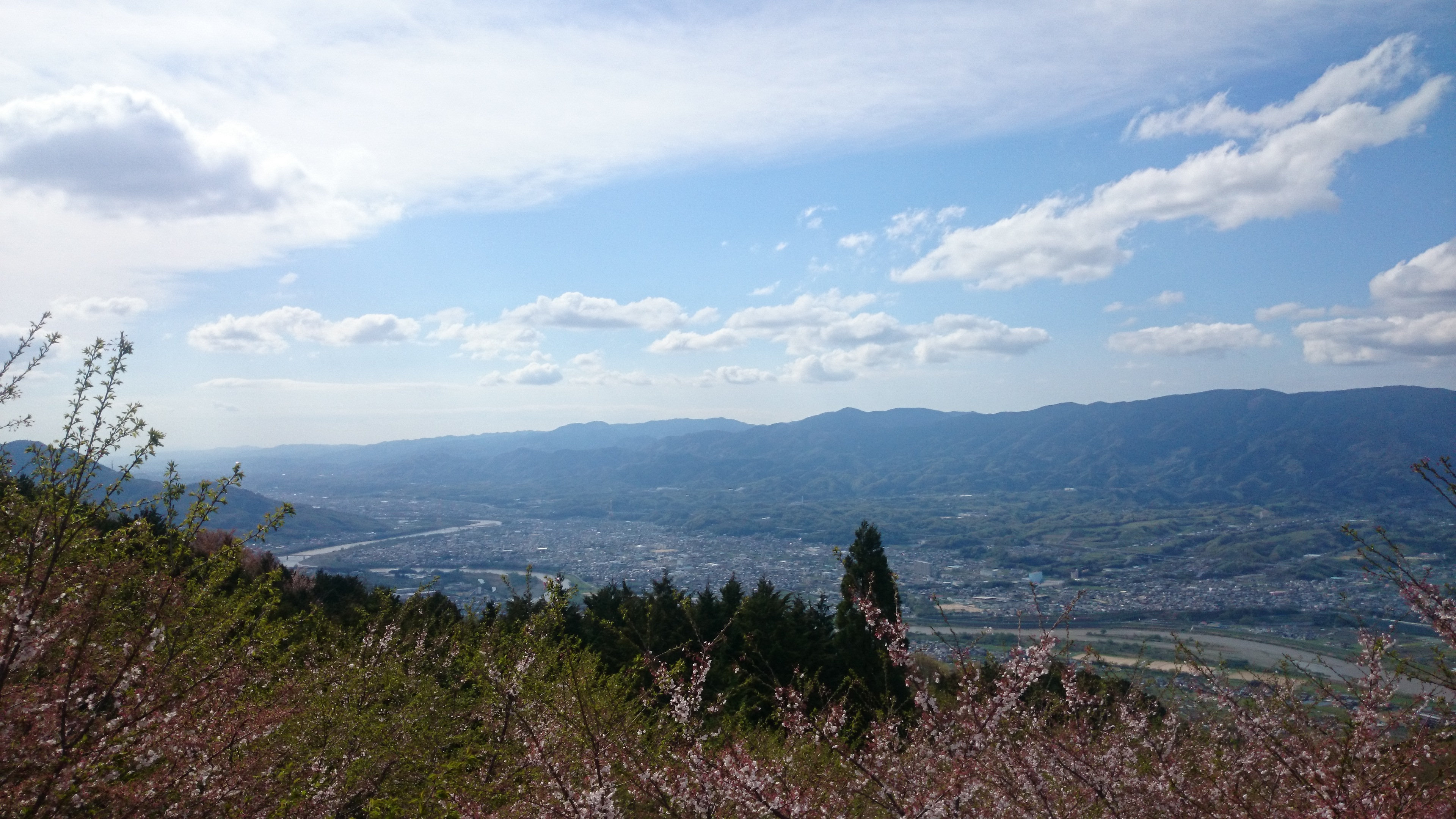

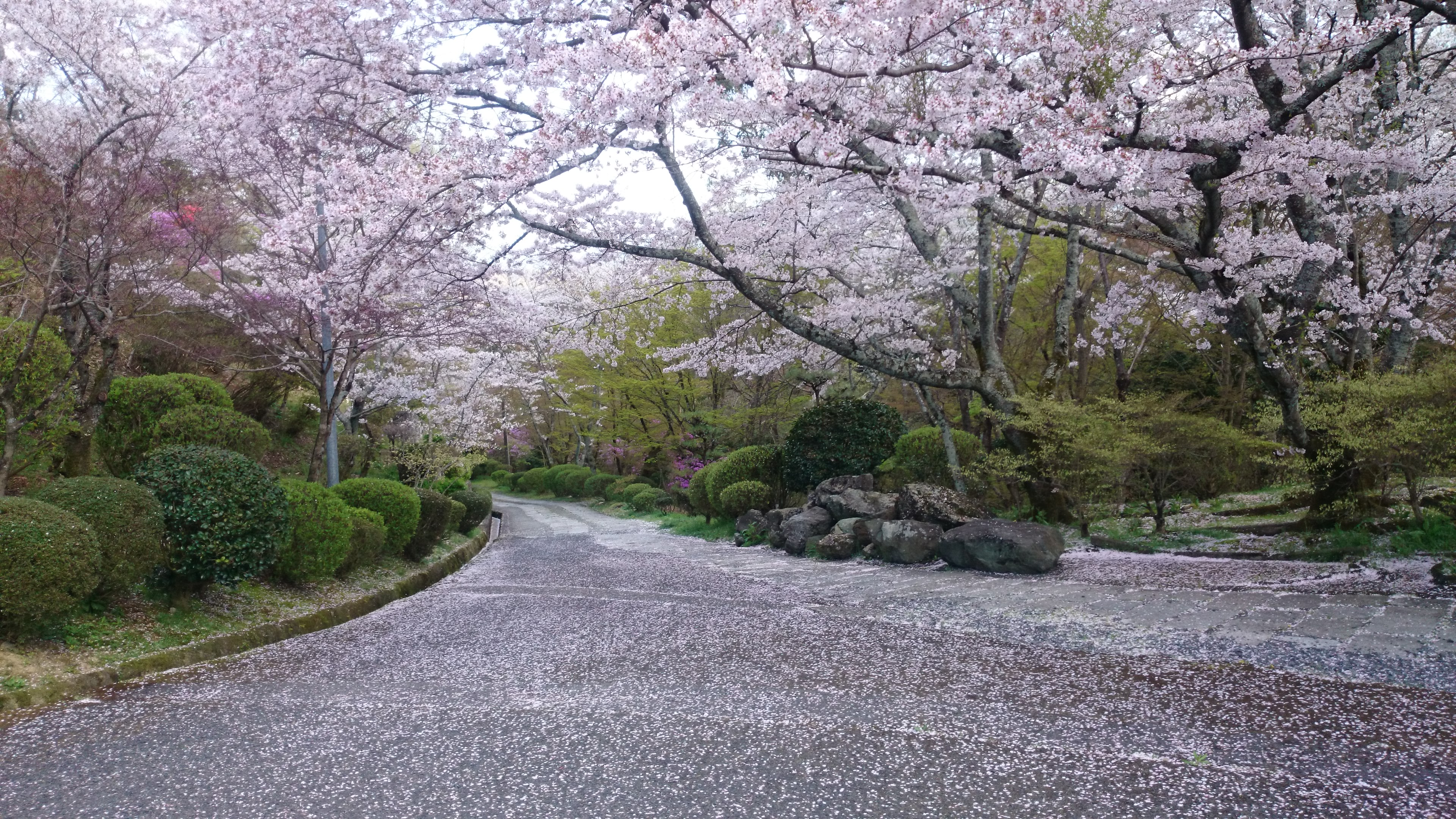

- 不動山の巨石
- 玉川峡
- 国城山
- 丸山公園（桜）
- 庚申山（桜）
- 杉村公園
- 飛び越え石
- わらん谷の赤石

### 寺院
- 利生護国寺（利生護国寺本堂：重要文化財）
- 子安地蔵寺（紀州徳川家安産祈願寺、関西花の寺24番「ふじの寺」）
- 応其寺（木食応其が定住した高野山真言宗の寺院）
- 小峯寺
- 学文路苅萱堂
- 定福寺

### 神社
- 隅田八幡神社（隅田八幡神社人物画像鏡：国宝）
- 相賀八幡神社
- 相賀大神社
- 国城神社（橋本市が一望できる絶景スポット）
- 一言主神社 (橋本市)

### 資料館
- 郷土資料館（杉村公園内）
- あさもよし歴史館
- まちかど博物館
- パイル織物資料館
- 国城原農具民俗資料館

### 祭事
- 橋本市高野口公園桜まつり（4月） - 庚申山
- 嵯峨谷の神踊り（8月15日） - 嵯峨谷・若宮八幡宮（和歌山県無形民俗文化財）
- サマーボール橋本（８月)橋本橋南側（向副緑地）※かっぱ祭りと紀の川納涼祭の併合
- 秋祭り(だんじり祭)10月第二土曜日、日曜日
- まっせはしもと（11月） - 橋本橋南側（向副緑地）

### その他
- やどり温泉いやしの湯
- 紀伊見荘（H24年4月 リニューアルオープン）
- 橋本市運動公園・県立橋本体育館橋本市運動公園・県立橋本体育館

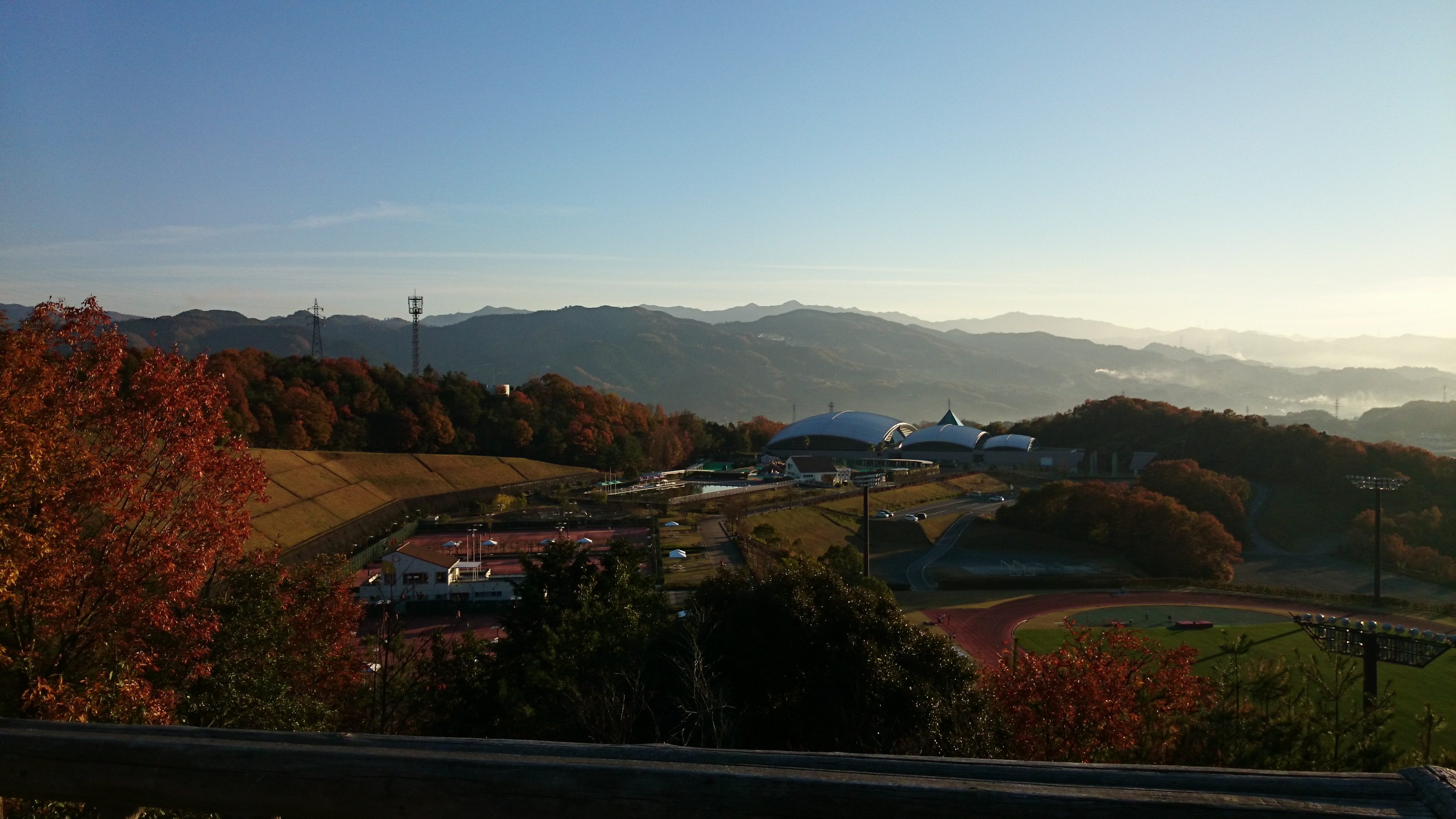
橋本市運動公園・県立橋本体育館

- JA紀北かわかみ やっちょん広場（ファーマーズマーケット）

## 出身著名人

### 芸能・マスコミ
- 溝端淳平（俳優）
- 東亜優（女優）
- 平阪佳久（J-POPユニットウインズメンバー、旧高野口町出身）
- 阪井あゆみ（CanCam専属モデル）
- 浦部陽介（シンガーソングライター）

### スポーツ
- 前畑秀子（ロサンゼルスオリンピック水泳200 m平泳ぎ銀メダリスト。ベルリンオリンピック水泳200 m平泳ぎ金メダリスト。日本人女性初の金メダリスト。同市名誉市民 [注 3][9]。）
- 古川勝（メルボルンオリンピック水泳平泳ぎ金メダリスト、同市名誉市民[9]）
- 筒香嘉智（プロ野球選手・横浜DeNAベイスターズ）
- 筒香裕史（スポーツアカデミー運営者、嘉智の実兄）
- 中村智太郎（アテネパラリンピック水泳平泳ぎ100 m銅メダリスト、ロンドンパラリンピック水泳平泳ぎ100 m銀メダリスト）
- 北田千尋（車いすバスケットボール選手、2020年東京パラリンピック日本代表）

### 学術・文化
- 岡潔（数学者、奈良女子大学名誉教授、父親の出身地、同市名誉市民[9]）
- 神崎亮平（生物学者、東京大学教授、元日本比較生理生化学会会長）
- 中辻憲夫（理学博士、京都大学名誉教授）

### 建築・建造物
- 大畑才蔵 - 紀の川の井堰、小田井と藤崎井を建造した人物。この内、前者が橋本市（旧高野口町）に位置する。